# Symplecta confluens
Symplecta confluens är en tvåvingeart som först beskrevs av Alexander 1922.  Symplecta confluens ingår i släktet Symplecta och familjen småharkrankar. Inga underarter finns listade i Catalogue of Life.